# عرش الأقحوان
عرش الأقحوان (皇位 kōi، حرفياً: المقعد الإمبراطوري) هو عرش إمبراطور اليابان. يمكن أن يشير المصطلح أيضًا إلى مقاعد بعينها، مثل تاكاميكورا (بالياباني:高御座) العرش في شيشين-دن في القصر الإمبراطوري في كيوتو.

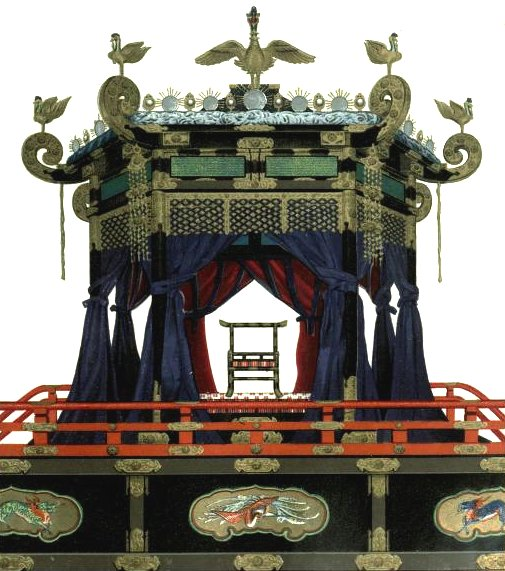
يستخدم عرش تاكاميكورا المحفوظ في قصر كيوتو الإمبراطوري لحضور الاحتفالات. وقد استخدم آخر مرة أثناء تنصيب الإمبراطور أكيهيتو في عام 1990.

العروش أو المقاعد المختلفة التي يستخدمها الإمبراطور خلال المهام الرسمية، مثل تلك المستخدمة في قصر طوكيو الإمبراطوري أو العرش المستخدم في مراسم خطاب من العرش في البرلمان الوطني، لا تُعرف باسم «عرش الأقحوان».
كنايةً، يشير لفظ «عرش الاقحوان» أيضًا بلاغياً إلى رئيس الدولة ومؤسسة الملكية اليابانية نفسها. 

## التاريخ

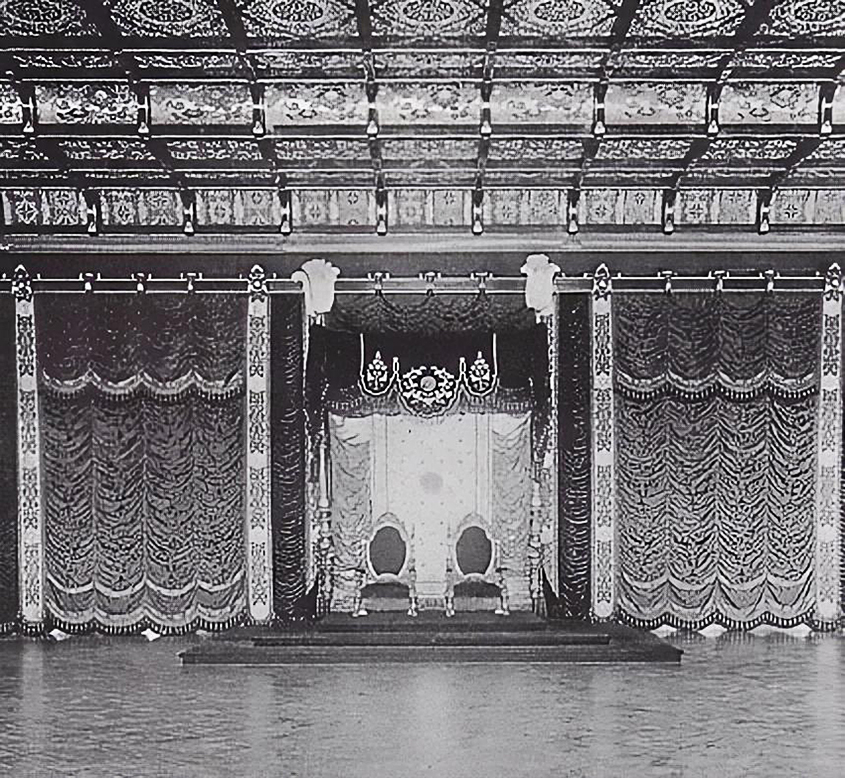
تم استخدام غرفة العرش هذه التي تعود إلى فترة ميجي من قبل الإمبراطور هيروهيتو. تم تدمير هذه الغرفة في الحرب العالمية الثانية.

تعد اليابان أقدم ملكية وراثية مستمرة في العالم. ومثل التاج البريطاني، فإن عرش الأقحوان هو عبارة عن مفهوم مجرد وكناية تشير إلى الملك والسلطة القانونية لوجود الحكومة. على عكس نظيرتها البريطانية، تطورت مفاهيم الملكية اليابانية بشكل مختلف قبل عام 1947 عندما لم يكن هناك، على سبيل المثال، فصل متصور لممتلكات الدولة القومية عن الشخص والممتلكات الشخصية للإمبراطور.
وفقًا للأسطورة، يقال إن الملكية اليابانية تأسست عام 660 قبل الميلاد على يد الإمبراطور جيمو. ناروهيتو هو الإمبراطور 126 الذي يشغل عرش الأقحوان. لا تتعدى السجلات التاريخية الموجودة عصر الإمبراطور أوجين، الذي يُعتبر الحاكم حتى أوائل القرن الرابع.
في العشرينات من القرن العشرين، عمل ولي العهد الأمير هيروهيتو كوصي خلال عدة سنوات من حكم والده، عندما كان الإمبراطور تايشو غير قادر جسديًا على أداء واجباته. ومع ذلك، كان الأمير الوصي على العرش يفتقر إلى الصلاحيات الرمزية للعرش والتي لم يتمكن من تحقيقها إلا بعد وفاة والده.
يَعتبر الدستور الحالي لليابان الإمبراطور «رمزًا للدولة ووحدة الشعب». الإمبراطور الحديث هو الملك الدستوري. يستخدم لفظ «عرش الأقحوان» للإشارة إلى الملكية الحديثة والقائمة التسلسلية للملوك الأسطوريين والتاريخيين في اليابان.

## تاكاميكورا

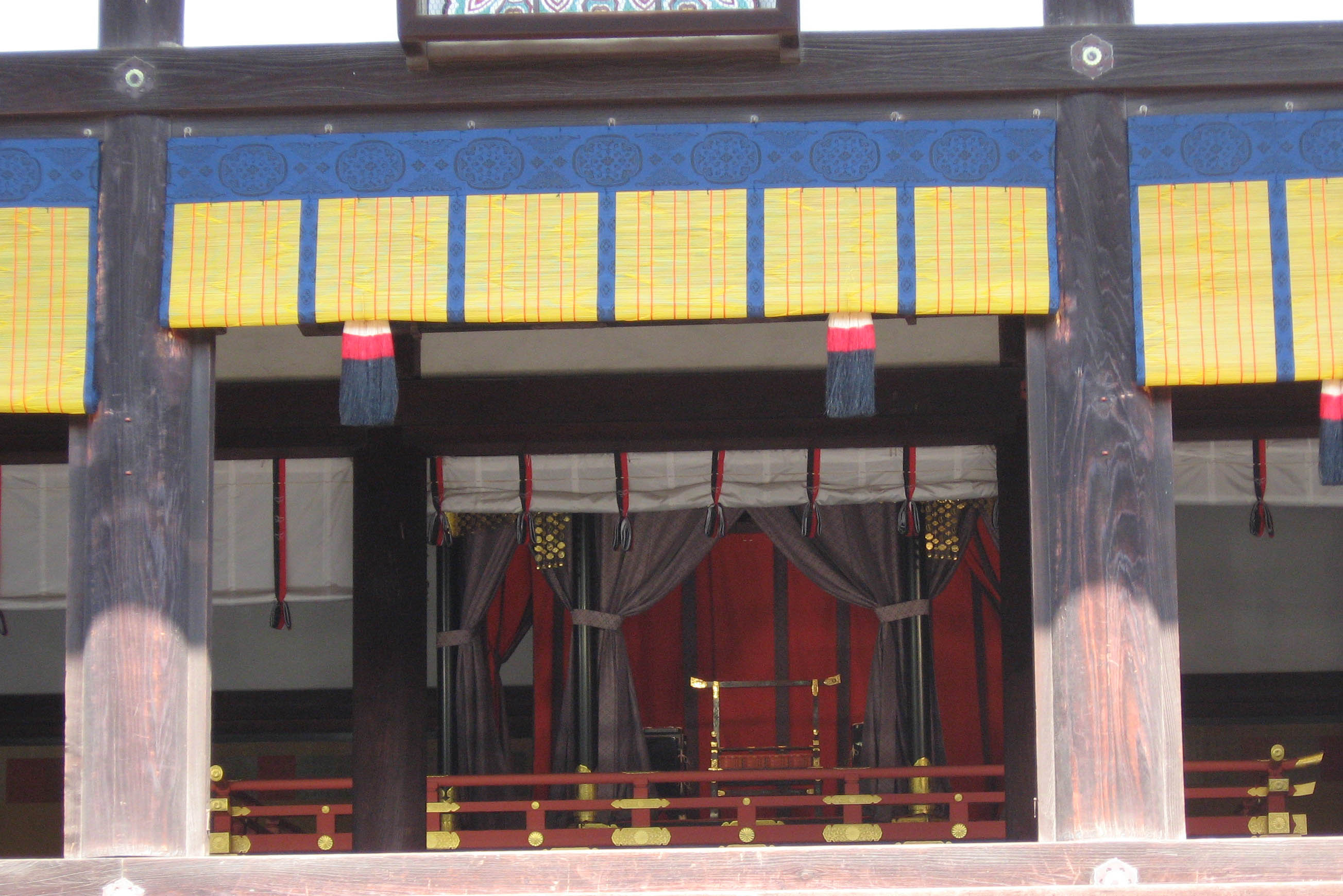
عرش تاكاميكورا المحفوظ في القصر الإمبراطوري في كيوتو.

العرش الفعلي تاكاميكورا (高御座) يقع في قصر كيوتو الإمبراطوري. هذا هو أقدم عرش باقٍ تستخدمه الملكية. يجلس على منصة ثُمانيّة، على ارتفاع 5 متر (16 قدم) فوق الأرض. يتم فصلها عن بقية الغرفة بواسطة ستارة. يُطلق على الباب المنزلق الذي يخفي الإمبراطور عن العامة كِنجو نو شوجي (賢聖障子)، وعليه صورة مرسومة لـ 32 قديسًا سماويًا، والتي أصبحت واحدة من النماذج الأساسية لجميع لوحات فترة هيان. يستخدم العرش بشكل رئيسي لحفل التنصيب، جنبا إلى جنب مع العرش التوأم ميتشوداي (御帳台 عرش أغسطس الخاص بالإمبراطورة ‏) .

## روابط خارجية
- معرض نسخة محفوظة 7 أبريل 2015 على موقع واي باك مشين. NYPL نسخة محفوظة 7 أكتوبر 2012 على موقع واي باك مشين. الرقمي نسخة محفوظة 7 أبريل 2015 على موقع واي باك مشين. : Trono del imperator del Giapone. نسخة محفوظة 7 أكتوبر 2012 على موقع واي باك مشين.  نسخة محفوظة 7 أكتوبر 2012 على موقع واي باك مشين. بواسطة أندريا بيرنيري (فنان). المصدر: فيراريو، جوليو (1823). Il costume antico e moderno، o، stor del delo، della milizia، della religione، delle arti، scienze ed usanze di tutti i popoli antichi e moderni. فلورنسا: باتيلي.